# Tatisaurus
Tatisaurus oehleri is een plantenetende ornithischische dinosauriër, vermoedelijk behorend tot de groep van de Thyreophora, die tijdens het vroege Jura leefde in het gebied van de huidige Volksrepubliek China.

## Vondst en naamgeving
Tijdens opgravingen in 1948 en 1949 vond een katholieke missionaris, Edgar Oehler, die werkte voor de Katholieke Universiteit Fu Jen in Beijing, bij het dorp Da Di in Yunnan een stuk kaak van een dinosauriër. In 1965 benoemde en beschreef op basis hiervan David Jay Simmons de typesoort Tatisaurus oehleri. De geslachtsnaam verwijst naar Da Di, toen geschreven als "Ta Ti" of "Tati". De soortaanduiding eert Oehler.
Het holotype, FMNH CUP 2088, is gevonden in de Zhangjiawalagen van de Lufengformatie, die dateren uit het Sinemurien. Het bestaat uit een gedeeltelijke linkeronderkaak. Verder is niets van het dier bekend.

## Beschrijving
Tatisaurus moet een vrij klein dier geweest zijn met een lengte van anderhalf à twee meter. Het kaakfragment is net iets korter dan zes centimeter en slecht gepreserveerd met vooral compressieschade in het midden waar het bot gebarsten is. Simmons schatte de totale kaaklengte op 78,6 millimeter. Het fragment bestaat uit het dentarium van de linkeronderkaak met aan de binnenkant ervan stukjes van het angulare en het kaakgewricht gevormd door het articulare en het quadratum - zodat toch nog iets van de schedel bewaard is gebleven. 
Het dentarium versmalt naar voren toe en is op het voorste derde deel sterk naar beneden gebogen. De voorste punt ervan is bij het uitgraven afgebroken en verloren gegaan maar nog wel is te zien dat bij het samengroeiingvlak, de symfyse, met de rechteronderkaak het bot plots sterk naar binnen draait. De zijkant is erg vlak zonder tekenen van aangegroeide osteodermen maar wel met een diep ingesneden horizontale groeve, de fossa Meckeliana. De minstens achttien tanden zijn sterk versleten of verweerd zodat details van hun bouw ontbreken; het is echter duidelijk dat ze een tamelijk oorspronkelijke vorm hebben, zonder de afgeleide kenmerken die de Cerapoda typeren. Van enkele vervangingstanden zijn echter de punten zichtbaar en die tonen een duidelijke karteling. De achterste tanden zijn het grootst. De tandrij golft naar voren toe naar binnen. De tanden staan ook achteraan al aan de binnenkant van het dentarium zodat zich aan de buitenkant een plateau bevindt dat bij het levende dier vermoedelijk door vlezige wangen afgesloten werd.
Door het beperkte materiaal is verder weinig te zeggen over hoe Tatisaurus eruitziet. Omdat het zo'n oude vorm is, heeft men wel gedacht dat het om een tweevoeter moet zijn gegaan, daar de Ornithischia oorspronkelijk uit kleine tweevoetige dieren bestonden. Dit past ook bij het kleine formaat van Tatisaurus. Aan de andere kant wijzen de laatste analyses op een verwantschap met groepen waarvan alle bekende leden viervoeters zijn en over een althans gedeeltelijke pantsering beschikken.

## Fylogenie
De verwantschappen van Tatisaurus zijn zeer problematisch. Het gaat om een basaal lid van een of andere groep binnen de Ornithischia. Simmons zelf plaatste Tatisaurus in de Hypsilophodontidae maar daar begreep hij al van dat het een onnatuurlijke parafyletische groep was, een verzameling niet-verwante soorten van een bepaalde ontwikkelingsgraad. Hij suggereerde een affiniteit met thyreoforen als Scelidosaurus en de Ankylosauria. Desniettegenstaande suggereerden andere schrijvers een plaatsing in de Fabrosauridae of de Heterodontosauridae. Walter Coombs stelde in 1990 echter weer een plaatsing in de basale Thyreophora voor. Dong Zhiming ging datzelfde jaar nog een stap verder en beweerde dat het een stegosauriër was, behorend tot de Huayangosaurinae.
In 1996 kwam Spencer Lucas met de stelling dat de soort toegewezen kon worden aan Scelidosaurus zelf, als een Scelidosaurus oehleri. Door de ouderdom van Scelidosaurus te vergroten kon hij dit geslacht gebruiken om er een biozone in de Lufengformatie mee af te zetten. David Norman concludeerde echter in 2007 dat het fossiel niet kenmerkend genoeg was om aan Scelidosaurus gelijkgesteld te worden. Het nut ervan voor de bepaling van een biozone zou nihil zijn en het taxon zelf een nomen dubium waarvan niet meer met zekerheid gesteld zou kunnen worden dan dat het om een of andere basale thyreofoor ging. In dat geval is het een van de oudste bekende Thyreophora.
In 2019 werd geopperd dat het dier identiek was aan de later benoemde Bienosaurus.